# Behexen

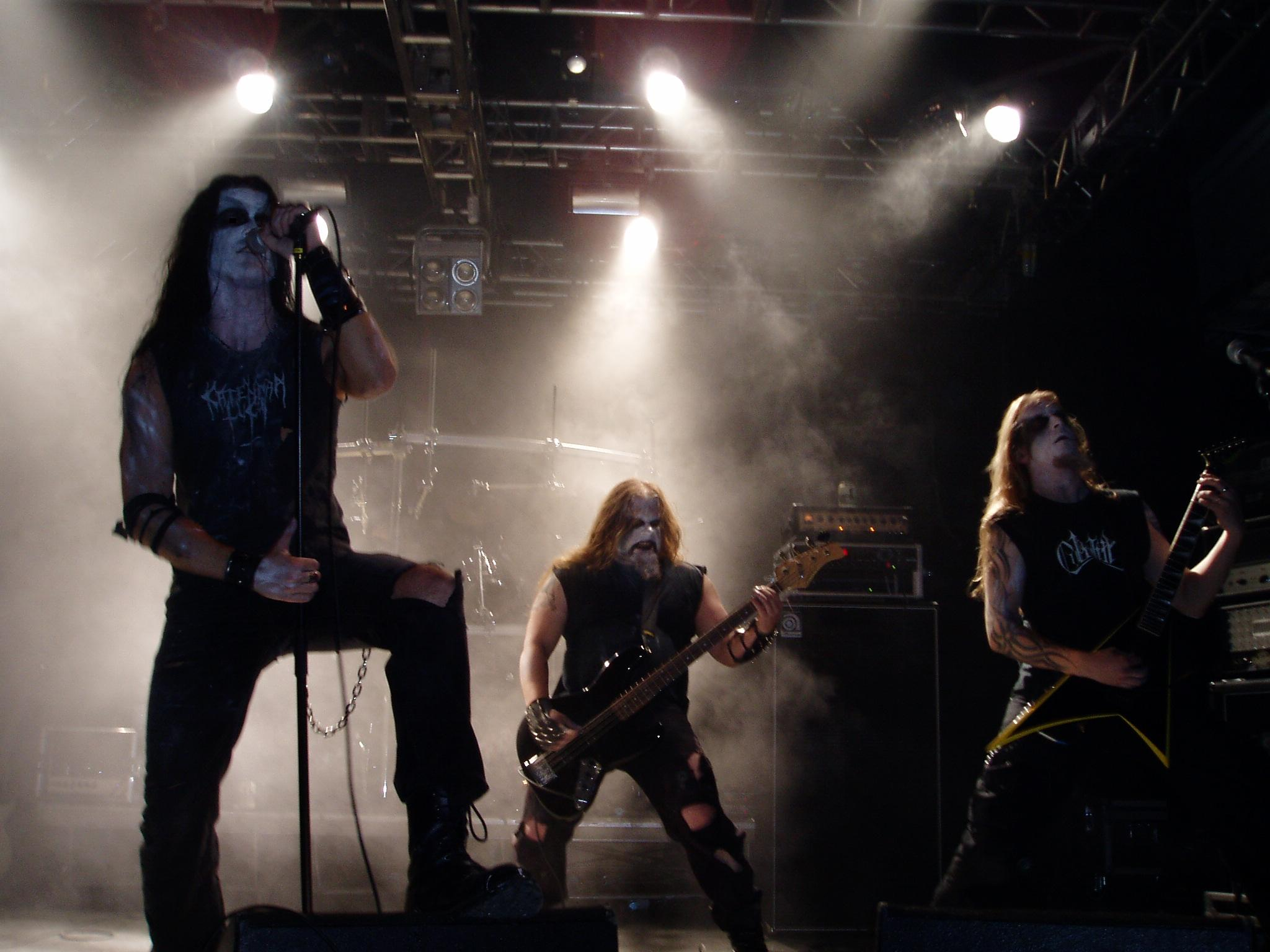
Behexen in 2009

Behexen is een blackmetalband uit Finland. Behexen bestaat sinds 1994. daarvoor stond de band bekend als Lord of the Left Hands. De band zit tegenwoordig bij platenlabel Hammer of Hate.

## Bandleden

### Huidige leden
- Torog - Vocals
- Gargantum - Gitaar
- Reaper - Gitaar
- Horns - Drums

### Oud-leden
- Lunatic - Bas
- Veilroth - Gitaar

## Discografie
- Eternal Realm (1997, demo)
- Blessed Be the Darkness (1998, demo)
- Rituale Satanum, 2000
- By the Blessing of Satan, 2004
- Horna/Behexen (2004, split)
- My Soul for His Glory, 2008